# Mesterholdenes Europa Cup i håndbold 1981-82 (kvinder)
Mesterholdenes Europa Cup i håndbold 1981-82 for kvinder var den 22. udgave af Mesterholdenes Europa Cup i håndbold for kvinder. Turneringen havde deltagelse af 21 hold, som var blevet nationale mestre sæsonen forinden. Den blev afviklet som en cupturnering, hvor alle opgørene blev afviklet over to kampe, hvor holdene mødtes både ude og hjemme.
Turneringen blev vundet af Vasas SC fra Ungarn, som i finalen over to kampe besejrede de forsvarende mestre RK Radnički fra Jugoslavien med 48-41. Det var første gang i turneringens historie, at et ungarsk hold vandt titlen, mens RK Radnički for anden sæson i træk måtte se sig besejret i finalen.
Danmarks repræsentant i turneringen var de danske mestre fra Frederiksberg IF, som blev slået ud i kvartfinalen, hvor holdet over to kampe tabte med 40-46 til de senere finalister RK Radnički fra Jugoslavien.

## Resultater

### 1/16-finaler
| Dato   | Dato   | Hjemmehold i 1. kamp    | Udehold i 1. kamp       | Resultat | Resultat | Resultat |
| 1.kamp | 2.kamp | Hjemmehold i 1. kamp    | Udehold i 1. kamp       | Samlet   | 1.kamp   | 2.kamp   |
| ------ | ------ | ----------------------- | ----------------------- | -------- | -------- | -------- |
| ?      | ?      | HV Uilenspiegel Wilrijk | Paris Université Club   | 21–32    | 08-14    | 13-18    |
| ?      | ?      | HBC Bascharage          | HV Hellas               | 21–56    | 08-28    | 13-28    |
| ?      | ?      | SSV Brixen              | Hapoel Ramat Gan        | 37–28    | 18-15    | 19-13    |
| ?      | 13.10. | Iber Valencia           | CD Torres Novas         | 78–25    | 38-90    | 40-16    |
| ?      | ?      | RTV 1879 Basel          | PSV Grün-Weiß Frankfurt | 29–45    | 13-24    | 16-21    |

### Ottendedelsfinaler
| Dato   | Dato   | Hjemmehold i 1. kamp  | Udehold i 1. kamp       | Resultat | Resultat | Resultat |
| 1.kamp | 2.kamp | Hjemmehold i 1. kamp  | Udehold i 1. kamp       | Samlet   | 1.kamp   | 2.kamp   |
| ------ | ------ | --------------------- | ----------------------- | -------- | -------- | -------- |
| ?      | ?      | Vasas SC              | Paris Université Club   | 66–30    | 35-15    | 31-15    |
| ?      | ?      | VIF G. Dimitrov Sofia | HV Hellas               | 39–40    | 23-19    | 16-21    |
| ?      | ?      | Polisens IF           | Spartak Kiev            | 31–66    | 17-35    | 14-31    |
| ?      | ?      | SSV Brixen            | SC Magdeburg            | 16–59    | 11-24    | 05-35    |
| 9.1.   | ?      | Hypobank Südstadt     | Iber Valencia           | 50–40    | 32-21    | 18-19    |
| ?      | ?      | CS Rulmentul Braşov   | Iskra Partizánske       | 39–37    | 24-21    | 15-16    |
| ?      | ?      | Frederiksberg IF      | Skogn IL                | 39–30    | 24-13    | 15-17    |
| ?      | ?      | RK Radnički           | PSV Grün-Weiß Frankfurt | 50–30    | 29-14    | 21-16    |

### Kvartfinaler
| Dato   | Dato   | Hjemmehold i 1. kamp | Udehold i 1. kamp   | Resultat | Resultat | Resultat |
| 1.kamp | 2.kamp | Hjemmehold i 1. kamp | Udehold i 1. kamp   | Samlet   | 1.kamp   | 2.kamp   |
| ------ | ------ | -------------------- | ------------------- | -------- | -------- | -------- |
| ?      | ?      | HV Hellas            | Vasas SC            | 43–69    | 28-40    | 15-29    |
| ?      | ?      | SC Magdeburg         | Spartak Kiev        | 34–44    | 16-20    | 18-24    |
| ?      | ?      | Hypobank Südstadt    | CS Rulmentul Braşov | 41–44    | 27-22    | 14-22    |
| ?      | ?      | Frederiksberg IF     | RK Radnički         | 40–46    | 23-16    | 17-30    |

### Semifinaler
| Dato   | Dato   | Hjemmehold i 1. kamp | Udehold i 1. kamp   | Resultat | Resultat | Resultat |
| 1.kamp | 2.kamp | Hjemmehold i 1. kamp | Udehold i 1. kamp   | Samlet   | 1.kamp   | 2.kamp   |
| ------ | ------ | -------------------- | ------------------- | -------- | -------- | -------- |
| ?      | ?      | Spartak Kiev         | Vasas SC            | 40–42    | 25-20    | 15-22    |
| ?      | ?      | RK Radnički          | CS Rulmentul Braşov | 49–43    | 32-19    | 17-24    |

### Finale
| Dato   | Dato   | Hjemmehold i 1. kamp | Udehold i 1. kamp | Resultat | Resultat | Resultat |
| 1.kamp | 2.kamp | Hjemmehold i 1. kamp | Udehold i 1. kamp | Samlet   | 1.kamp   | 2.kamp   |
| ------ | ------ | -------------------- | ----------------- | -------- | -------- | -------- |
| 2.5.   | 9.5.   | RK Radnički          | Vasas SC          | 41–48    | 22-19    | 19-29    |